# Chiles damlandslag i basket
Chiles damlandslag i basket (spanska: Selección femenina de baloncesto de Chile) representerar Chile i basket på damsidan. Laget tog silver i världsmästerskapet 1953.
Laget blev även sydamerikanska mästarinnor 1946., sydamerikanska mästarinnor 1950., sydamerikanska mästarinnor 1956., och sydamerikanska mästarinnor 1960.

### Fotnoter
1. ↑  Todor Krastev (19 mars 1953). ”Women Basketball I World Championship 1953 Santiago (CHI) 07-22.03 Winner United States” (på engelska). Sport Statistics. Arkiverad från originalet den 20 maj 2009. https://www.webcitation.org/5gujTBOnX?url=http://todor66.com/basketball/World/Women_1953.html. Läst 24 juni 2015.
2. ↑  Todor Krastev (19 mars 1946). ”Women Basketball I Campeonato Sudamericano 1946 Santiago (CHI) 10-22.05 - Winner Chile” (på engelska). Sport Statistics. Arkiverad från originalet den 24 juni 2015. https://web.archive.org/web/20150624135942/http://todor66.com/basketball/South_America/Women_1946.html. Läst 24 juni 2015.
3. ↑  Todor Krastev (19 mars 1950). ”Women Basketball I Campeonato Sudamericano 1950 Santiago (CHI) 10-22.05 - Winner Chile” (på engelska). Sport Statistics. Arkiverad från originalet den 24 juni 2015. https://web.archive.org/web/20150624141212/http://todor66.com/basketball/South_America/Women_1950.html. Läst 24 juni 2015.
4. ↑  Todor Krastev (19 mars 1956). [Women Basketball VI Campeonato Sudamericano 1956 Quito (ECU) 04-21.08 - Winner Chile ”Women Basketball I Campeonato Sudamericano 1956 Santiago (CHI) 10-22.05 - Winner Chile”] (på engelska). Sport Statistics. Women Basketball VI Campeonato Sudamericano 1956 Quito (ECU) 04-21.08 - Winner Chile. Läst 24 juni 2015.
5. ↑  Todor Krastev (19 mars 1960). [Women Basketball VI Campeonato Sudamericano 1960 Quito (ECU) 04-21.08 - Winner Chile ”Women Basketball VIII Campeonato Sudamericano 1960 Santiago (CHI) 19.11-05.12 - Winner Chile”] (på engelska). Sport Statistics. Women Basketball VI Campeonato Sudamericano 1960 Quito (ECU) 04-21.08 - Winner Chile. Läst 24 juni 2015.